# Arenaria provincialis
Arenaria provincialis là loài thực vật có hoa thuộc họ Cẩm chướng. Loài này được Chater & P.Halliday mô tả khoa học đầu tiên năm 1964.